# Силва, Адриен
Адриен Себастьян Перруше Силва (порт. Adrien Sébastien Perruchet Silva; род. 15 марта 1989 года в Ангулем, Франция) — португальский футболист, полузащитник клуба «Аль-Вахда». Выступал за сборную Португалии. Победитель чемпионата Европы 2016 года. Участник чемпионата мира 2018 года.
Адриен родился во Франции в семье португальца и француженки.

## Клубная карьера

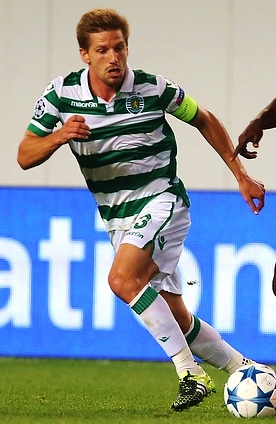
Силва в составе «Спортинга»

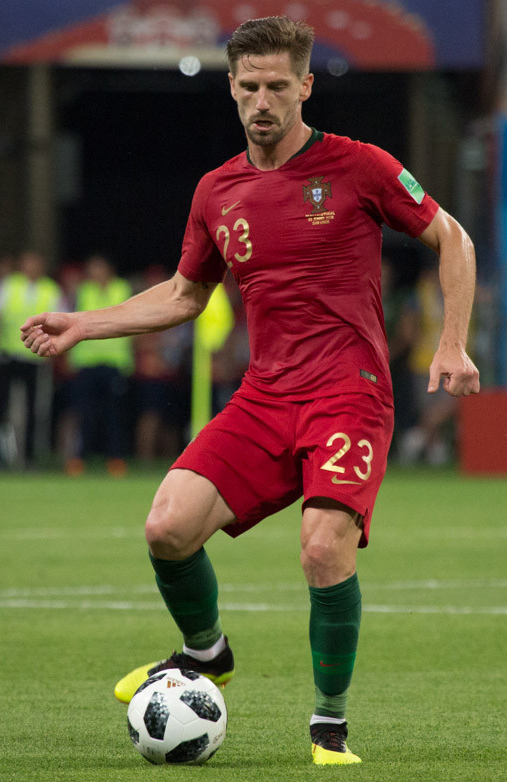
Силва в составе сборной Португалии

Силва начал заниматься футболом в академии французского «Бордо», но в 2000 году уехал в Португалию, где вскоре оказался в лиссабонском «Спортинге». В 2007 году он подписал с клубом первый профессиональный контракт, сроком на пять лет. 17 августа в матче против «Академики» Адриен дебютировал в Сангриш лиге. 12 декабря в поединке Лиги чемпионов против киевского «Динамо» он дебютировал на международной арене. 1 октября 2009 года в поединке Лиги Европы против немецкой «Герты» Адриен забил свой первый в гол в карьере. За первые три года в составе «львов» он завоевал Кубок и дважды Суперкубок Португалии.
В 2010 году Силва на правах аренды перешёл в израильский «Маккаби Хайфа». 22 августа в матче против «Маккаби Тель-Авив» он дебютировал в чемпионате Израиля. Несмотря на то, что Силва сыграл всего шесть матчей, он стал чемпионом Израиля.
В начале 2011 года Адриен вновь отправился в аренду, его новым клубом стал «Академика». 22 января в матче против «Ольяненсе» он дебютировал за «студентов». В этом же поединке Силва забил свой первый гол за новую команду. В 2012 году он помог Академике завоевать национальный кубок, что стало первым успехом команды за 73 года. После окончания аренды Адриен вернулся в «Спортинг». 13 января 2013 года в матче против «Ольяненсе» он забил свой первый гол за «львов». В ноябре того же года Силва был признан футболистом года в команде, а позже был выбран её капитаном. В 2015 году он вновь стал обладателем Кубка и Суперкубка Португалии.
31 августа 2017 года, в последний день трансферного окна, Адриен перешёл в английский «Лестер Сити», но «лисы» опоздали с регистрацией трансфера на 14 секунд и ФИФА запретила переход. К «Лестеру» Силва смог присоединиться только в начале 2018 года. 1 января в матче против «Хаддерсфилд Таун» он дебютировал в английской Премьер-лиге.
31 января 2019 года Адриен Силва ушёл в аренду из клуба «Лестер Сити» в клуб «Монако».

## Международная карьера
18 ноября 2014 года в матче товарищеском матче против сборной Аргентины Силва дебютировал за сборную Португалии, заменив во втором тайме Андре Гомеша.
Летом 2016 года Адриен стал победителем чемпионата Европы во Франции. На турнире он сыграл в матчах против команд Хорватии, Польши, Уэльса и Франции.
В 2017 году Силва принял участие в Кубке конфедераций в России. На турнире он сыграл в матчах против команд России, Чили и дважды Мексики. В поединке против мексиканцев Адриен забил свой первый гол за национальную команду.
В 2018 году Силва принял участие в чемпионате мира в России. На турнире он сыграл в матчах против команд Марокко, Ирана и Уругвая.

## Статистика

### Матчи за сборную
| №  | Дата            | Оппонент   | Счёт          | Голы | Соревнование             |
| -- | --------------- | ---------- | ------------- | ---- | ------------------------ |
| 1  | 18 ноября 2014  | Аргентина  | 1:0           | —    | Товарищеский матч        |
| 2  | 31 марта 2015   | Кабо-Верде | 0:2           | —    | Товарищеский матч        |
| 3  | 13 июня 2015    | Армения    | 3:2           | —    | Отборочные матчи ЧЕ-2016 |
| 4  | 16 июня 2015    | Италия     | 1:0           | —    | Товарищеский матч        |
| 5  | 4 сентября 2015 | Франция    | 0:1           | —    | Товарищеский матч        |
| 6  | 25 марта 2016   | Болгария   | 0:1           | —    | Товарищеский матч        |
| 7  | 29 марта 2016   | Бельгия    | 2:1           | —    | Товарищеский матч        |
| 8  | 29 мая 2016     | Норвегия   | 3:0           | —    | Товарищеский матч        |
| 9  | 2 июня 2016     | Англия     | 0:1           | —    | Товарищеский матч        |
| 10 | 25 июня 2016    | Хорватия   | 1:0 (д. в.)   | —    | Финальные матчи ЧЕ-2016  |
| 11 | 30 июня 2016    | Польша     | 1:1 (5:3 пен) | —    | Финальные матчи ЧМ-2016  |
| 12 | 6 июля 2016     | Уэльс      | 2:0           | —    | Финальные матчи ЧМ-2016  |
| 13 | 10 июля 2016    | Франция    | 1:0 (д. в.)   | —    | Финальные матчи ЧМ-2016  |
| 14 | 1 сентября 2016 | Гибралтар  | 5:0           | —    | Товарищеский матч        |
| 15 | 6 сентября 2016 | Швейцария  | 0:2           | —    | Отборочные матчи ЧМ-2018 |
| 16 | 3 июня 2017     | Кипр       | 4:0           | —    | Товарищеский матч        |
| 17 | 18 июня 2017    | Мексика    | 2:2           | —    | Кубок конфедераций 2017  |
| 18 | 21 июня 2017    | Россия     | 1:0           | —    | Кубок конфедераций 2017  |
| 19 | 28 июня 2017    | Чили       | 0:0 (0:3 пен) | —    | Кубок конфедераций 2017  |
| 20 | 2 июля 2017     | Мексика    | 2:1 (д. в.)   | 1    | Кубок конфедераций 2017  |
| 21 | 26 марта 2018   | Нидерланды | 0:3           | —    | Товарищеский матч        |
| 22 | 28 мая 2018     | Тунис      | 2:2           | —    | Товарищеский матч        |
| 23 | 7 июня 2018     | Алжир      | 3:0           | —    | Товарищеский матч        |
| 24 | 20 июня 2018    | Марокко    | 1:0           | —    | Финальные матчи ЧМ-2018  |
| 25 | 25 июня 2018    | Иран       | 1:1           | —    | Финальные матчи ЧМ-2018  |
| 26 | 30 июня 2018    | Уругвай    | 1:2           | —    | Финальные матчи ЧМ-2018  |

Итого: сыграно матчей: 26 / забито голов: 1; победы: 15, ничьи: 3, поражения: 8.

## Достижения
Командные
«Спортинг»
- Обладатель Кубка Португалии (2): 2007/2008, 2014/2015
- Обладатель Суперкубка Португалии (3): 2007, 2008, 2015

«Маккаби» Хайфа
- Чемпионат Израиля по футболу: 2010/2011

«Академика»
- Обладатель Кубка Португалии: 2011/2012

Международные
Португалия
- Чемпион Европы: 2016